# 잡과
잡과(雜科)는 좁은 의미로는 고려·조선 등의 나라에서 시행하던 과거 제도의 일부로, 기술 관원을 선발하기 위한 것이었다. 넓은 의미로는 좁은 의미의 그것을 포함해 유학(儒學)과 무학(武學) 이외의 모든 학문, 즉 잡학(雜學)을 뜻한다. 다 넓은 의미로는, 잡과와 관련한 직업까지 잡학이라 부르기도 한다.

## 잡학
고려·조선 시대에 잡학(雜學)은 유학(儒學)과 무학(武學) 이외의 모든 학문을 뜻하는 말로 쓰였다. 조선 시대 설치한 십학(十學)에서는 유학과 무학을 제외한 이학(吏學), 역학(譯學), 음양풍수학(陰陽風水學), 의학(醫學), 자학(字學), 율학(律學), 산학(算學), 악학(樂學)을 잡학이라고 불렀으며 그 외에 서학(書學), 천문학, 화학(畵學), 도학(道學), 지리학, 복학(卜學) 등도 잡학이라 불렀다.

## 고려의 잡과
고려 시대의 잡과에는 명법업(明法業, 법 관련) · 명산업(明算業, 회계 관련) · 명서업(明書業, 문자 및 서적 관련) · 의업(醫業, 의학 관련) · 주금업(呪暆業, 의학·주술 관련) · 복업(卜業) · 지리업(地理業, 풍수지리 관련) · 하론업(何論業, 논어 관련) · 삼례업(三禮業) · 삼전업(三傳業) · 정요업(政要業) 등이 있었다.
잡과를 잡업(雜業)으로도 불렀으며, 그에 종사하는 사람을 잡업인이라도 칭했다.
한편 고려에서는 잡과가 아닌 문예와 유교 경전에 능한 인재를 선발하는 과거 시험을 양대업(兩大業)으로 불렀으며, 제술업(製述業, 문예)과 명경업(明經業, 유교 경전)이 양대업이다.

## 조선의 잡과
조선의 잡과에는 역과(譯科, 번역·외교 관련), 율과(律科, 법 관련), 음양과(陰陽科, 천문학·지리학·명과학 관련), 의과(醫科, 의학 관련) 따위가 있었다.

## 참고 문헌
1. 1 2 3  “표준국어대사전 - 잡과”. 국립국어원.
2. ↑  태종실록 12권, 6년(1406 병술 / 명 영락(永樂) 4년) 11월 15일(신미) 1번째기사
3. ↑  이남희. “잡과방목(雜科榜目) 해제”. 한국학중앙연구원. 2012년 1월 14일에 원본 문서에서 보존된 문서. 2012년 1월 14일에 확인함. 잡과는 전문직 중인을 선발하는 시험으로 「역과, 의과, 음양과, 율과」로 구성되어 있었다.